# Station Kończyce
Station Kończyce is een spoorwegstation in de Poolse plaats Kończyce Małe.